# Pulitzerprisen 1917
Pulitzerprisen blev i 1917 uddelt for første gang. Første år havde prisen kun fire kategorier – de øvrige, der var omtalt i Joseph Pulitzers testamente, blev indført over de næste år. Prismodtagerne blev udpeget af bestyrelsen for Columbia University. Førsteprisen på $2000 blev tildelt den franske ambassadør Jean Jules Jusserand for hans bog om amerikansk historie. Herbert Bayard Swope modtog $1000 for reportageprisen.

## Journalistiske priser
- Lederartikler:
  - New York Tribune, for en leder på årsdagen for sænkningen af Lusitania, (ingen forfatter angivet).
- Reportage:
  - Herbert Bayard Swope, New York World, for artikler den 10. og 15. oktober og 4.-22. november 1916 under titlen "Inside the German Empire."

## Letters and Drama Awards
- Biografi eller selvbiografi:
  - Laura E. Richards og Maud Howe Elliott assisteret af Florence Howe Hall, Julia Ward Howe (Houghton).
- Historie:
  - Jean Jules Jusserand, With Americans of Past and Present Days (Scribner)